# 明石郡
明石郡（日语：／ Akashi gun */?）是過去位於兵庫縣中東部的郡，已於1951年1月10日因無管轄町村而被廢除。
過去的範圍包括現在的明石市的大部分地區及神戶市西區全部地區、垂水區全部地區和須磨區西部部分地區。

## 歷史
在令制國時代屬於播磨國，19世紀末江戶時代結束之際，明石郡全境皆屬於明石藩的領地。
隨著1868年幕府的結束及接著實施的廢藩置縣政策，曾一度隸屬明石縣，1871年被整併到飾磨縣內，1876年再次整併後屬於兵庫縣。
1879年實施郡區町村編制法，正式的設置了近代的行政區劃「明石郡」，郡役所設於明石（位於現在的明石市）。

### 沿革

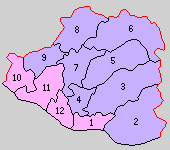
1889年明石郡轄下的行政區劃
1.明石町 2.垂水村 3.伊川谷村 4.玉津村 5.櫨谷村 6.押部谷村 7.平野村 8.神出村 9.岩岡村 10.魚住村 11.大久保村 12.林崎村
（紫色：現屬神戶市、桃色：現屬明石市）

- 1889年04月1日：實施町村制，明石郡下設：明石町、垂水村、伊川谷村、玉津村（日语：玉津村 (兵庫県)）、櫨谷村（日语：櫨谷村）、押部谷村、平野村（日语：平野村 (兵庫県)）、神出村（日语：神出村）、岩岡村（日语：岩岡村）、魚住村（日语：魚住村）、大久保村、林崎村（日语：林崎村）。（1町11村）
- 1896年7月1日：實施郡制（日语：郡制），設立郡參事會（日语：郡参事会）。
- 1919年11月1日：明石町改制為明石市[2]，並脫離明石郡。（11村）
- 1923年04月1日：廢除郡會和郡參事會。
- 1926年07月1日：廢除郡役所，此後郡不再作為行政區劃，只作為地名的表示。
- 1928年11月1日：垂水村改制為垂水町（日语：垂水町）。（1町10村）
- 1938年04月1日：大久保村改制為大久保町（日语：大久保町 (兵庫県)）。（2町9村）
- 1941年07月11日：垂水町被併入神戶市。（1町9村）
- 1942年02月1日：林崎村被併入明石市。[2]（1町8村）
- 1947年03月1日：伊川谷村、櫨谷村、押部谷村、玉津村、平野村、神出村、岩岡村被併入神戶市。（1町1村）
- 1951年01月10日：大久保町和魚住村被併入明石市[2]，同時明石郡因無管轄町村而被廢除。

### 變遷表
| 1889年4月1日 | 1889年-1926年        | 1926年-1944年        | 1926年-1944年            | 1944年-1954年            | 1954年-1989年 | 1989年-現在 | 現在   |
| ------------ | -------------------- | -------------------- | ------------------------ | ------------------------ | ------------- | ----------- | ------ |
| 明石町       | 1919年11月1日 明石市 | 1919年11月1日 明石市 | 1919年11月1日 明石市     | 明石市                   | 明石市        | 明石市      | 明石市 |
| 林崎村       | 林崎村               | 林崎村               | 1942年2月1日 併入明石市  | 明石市                   | 明石市        | 明石市      | 明石市 |
| 魚住村       | 魚住村               | 魚住村               | 魚住村                   | 1951年1月10日 併入明石市 | 明石市        | 明石市      | 明石市 |
| 大久保村     | 大久保村             | 大久保村             | 1938年4月1日 大久保町    | 1951年1月10日 併入明石市 | 明石市        | 明石市      | 明石市 |
| 垂水村       | 垂水村               | 1928年11月1日 垂水町 | 1941年7月11日 併入神戶市 | 1941年7月11日 併入神戶市 | 神戶市        | 神戶市      | 神戶市 |
| 伊川谷村     | 伊川谷村             | 伊川谷村             | 伊川谷村                 | 1947年3月1日 併入神戶市  | 神戶市        | 神戶市      | 神戶市 |
| 玉津村       |                      |                      |                          | 1947年3月1日 併入神戶市  | 神戶市        | 神戶市      | 神戶市 |
| 櫨谷村       |                      |                      |                          | 1947年3月1日 併入神戶市  | 神戶市        | 神戶市      | 神戶市 |
| 押部谷村     |                      |                      |                          | 1947年3月1日 併入神戶市  | 神戶市        | 神戶市      | 神戶市 |
| 平野村       |                      |                      |                          | 1947年3月1日 併入神戶市  | 神戶市        | 神戶市      | 神戶市 |
| 神出村       |                      |                      |                          | 1947年3月1日 併入神戶市  | 神戶市        | 神戶市      | 神戶市 |
| 岩岡村       |                      |                      |                          | 1947年3月1日 併入神戶市  | 神戶市        | 神戶市      | 神戶市 |